# Церинг Чоден (спортсменка)
Церинг Чоден (англ. Tshering Chhoden, род. 6 июля 1980 года) — бутанская спортсменка (стрельба из лука).

## Летние Олимпийские игры 2000 года
Церинг Чоден принимала участие на летних Олимпийских играх 2000 года в стрельбе из лука в личном первенстве. Она квалифицировалась в плей-офф на 50-м месте, набрав 614 очей, однако в первом раунде уступила спортсменке из Индонезии Хамдиа Даманхури (англ. Hamdiah Damanhuri) со счётом 153:165. В итоге она заняла 43-е место среди 64-х участниц.

## Летние Олимпийские игры 2004 года
На летних Олимпийских играх 2004 года Церинг Чоден была знаменосцем команды Бутана. Она закончила квалификацию на 54 месте, набрав 600 очей. В первом раунде плей-офф она победила китайскую спортсменку Линь Санг, которая квалифицировалась на 11-м месте, со счётом 159:156, однако во втором раунде уступила Рине Кумари из Индии (134:134, тай-брейк 4:7). В итоге Церинг Чоден заняла 32 место среди 64-х участниц. Она стала первой бутанской лучницей, выигравшей матч на Олимпийских играх.
В 2005 году Церинг Чоден снялась в документальном фильме телеканала Arte Die Bogenschützin von Bhutan.
После окончания спортивной карьеры работает в Бутанской федерации по стрельбе из лука помощником тренера женской сборной. Она тренирует только участницу Олимпийских игр 2012 года Шераб Зам.